# Ekstraklasa kobiet w tenisie stołowym (2013/2014)
Ekstraklasa kobiet w tenisie stołowym 2013/2014 – 66. edycja rozgrywek pierwszego poziomu ligowego kobiet w Polsce. Brało w niej udział 10 drużyn.
Triumfatorem rozgrywek został KTS Spar Zamek Tarnobrzeg, który w meczach finałowych pokonał SKTS Sochaczew. Brązowe medale zdobyły drużyny Bronowianka Kraków i MKSTS DWSPiT Polkowice.

## System rozgrywek
Rozgrywki prowadzone były z udziałem 10 drużyn i były podzielone na dwie fazy: zasadniczą i play-off.
Faza zasadnicza składa się z dwóch rund. Pierwsza runda rozgrywana jest systemem każdy z każdym. W drugiej rundzie gospodarzami spotkań w drugiej rundzie są drużyny, które w pierwszej rundzie w meczu pomiędzy tymi samymi drużynami grały na wyjazdach. Za zwycięstwo drużyny otrzymują 2 punkty, zaś za porażkę nie otrzymują punktów.
Do fazy play-off awansują 4 drużyny. W półfinałach zostaną rozegrane dwumecze. Pary zostaną ustalone na podstawie tabeli po rundzie zasadniczej (1-4, 2-3). Gospodarzami pierwszego meczu będą drużyny z niższego miejsc. Zwycięzcy półfinałów awansują do finału, gdzie zostanie rozegrany dwumecz, a gospodarzem pierwszego meczu będzie drużyna z niższego miejsca po fazie zasadniczej. Drużyna, która wygra finał otrzyma tytuł Drużynowego Mistrza Polski kobiet, puchar i złote medale, a zespół pokonany w finale otrzyma puchar i srebrne medale. Drużyny, które odpadły w półfinałach, otrzymają brązowe medale. Do 1. ligi spadną dwie ostatnie drużyny po fazie zasadniczej.
Każdy mecz składa się z 3-5 gier rozgrywanych kolejno na jednym stole. Mecz kończy się wraz z uzyskaniem przez jedną drużyn trzech zwycięstw. Układ gier w meczu.
| 1. gra | 2. gra | 3. gra | 4. gra | 5. gra |
| ------ | ------ | ------ | ------ | ------ |
| A–X    | B–Y    | C–Z    | A–Y    | B–X    |

## Kluby
| Klub                             | Sezon 2012/2013 |
| -------------------------------- | --------------- |
| AZS AJD Częstochowa              | 7. miejsce      |
| AZS UMCS Optima Lublin           | Awans z 1. ligi |
| KS Bronowianka Kraków            | Awans z 1. ligi |
| KU AZS UE Wrocław                | 5. miejsce      |
| KU AZS PWSiP Łomża               | 8. miejsce      |
| MKSTS DWSPiT Polkowice           | 6. miejsce      |
| GLKS Wanzl Scania Nadarzyn       | Wicemistrz      |
| KTS Zamek Tarnobrzeg             | Mistrz          |
| Polmlek Zamer Lidzbark Warmiński | Półfinał        |
| SKTS Sochaczew                   | Półfinał        |

## Faza zasadnicza
| Poz. | Drużyna                          | M  | Z  | P  | Pojedynki | Punkty |
| ---- | -------------------------------- | -- | -- | -- | --------- | ------ |
| 1.   | KTS Zamek-SPAR Tarnobrzeg        | 18 | 18 | 0  | 54:7      | 36     |
| 2.   | GLKS Wanzl Scania Nadarzyn       | 18 | 16 | 2  | 50:12     | 32     |
| 3.   | KS Bronowianka Kraków            | 18 | 12 | 6  | 39:33     | 24     |
| 4.   | MKSTS DWSPiT Polkowice           | 18 | 11 | 7  | 42:35     | 22     |
| 5.   | KU AZS UE Wrocław                | 18 | 9  | 9  | 36:37     | 18     |
| 6.   | SKTS Sochaczew                   | 18 | 8  | 10 | 36:43     | 16     |
| 7.   | AZS AJD Częstochowa              | 18 | 7  | 11 | 33:45     | 14     |
| 8.   | Polmlek Zamer Lidzbark Warmiński | 18 | 5  | 13 | 27:46     | 10     |
| 9.   | KU AZS PWSiP Łomża               | 18 | 3  | 15 | 25:49     | 6      |
| 10.  | AZS UMCS Optima Lublin           | 18 | 1  | 17 | 17:52     | 2      |

|     | CZĘ | KRA | LDW | LUB | ŁOM | NAD | POL | SOC | TAR | WRO |
| CZĘ | –   | 3:2 | 2:3 | 2:3 | 1:3 | 3:1 | 3:1 | 3:2 | 3:0 | 3:2 |
| KRA | 1:3 | –   | 2:3 | 1:3 | 1:3 | 3:0 | 3:2 | 3:1 | 3:0 | 1:3 |
| LDW | 1:3 | 3:1 | –   | 1:3 | 3:2 | 3:0 | 3:0 | 3:2 | 3:0 | 3:0 |
| LUB | 3:1 | 3:1 | 3:2 | –   | 1:3 | 3:0 | 3:0 | 3:1 | 3:0 | 3:1 |
| ŁOM | 3:2 | 3:1 | 1:3 | 1:3 | –   | 3:0 | 3:2 | 3:2 | 3:1 | 3:0 |
| NAD | 0:3 | 0:3 | 0:3 | 0:3 | 0:3 | –   | 0:3 | 1:3 | 3:1 | 1:3 |
| POL | 3:2 | 3:1 | 3:2 | 2:3 | 2:3 | 3:2 | –   | 1:3 | 3:1 | 1:3 |
| SOC | 3:2 | 3:2 | 2:3 | 1:3 | 2:3 | 3:0 | 3:2 | –   | 3:0 | 3:2 |
| TAR | 0:3 | 0:3 | 0:3 | 0:3 | 0:3 | 1:3 | 1:3 | 0:3 | –   | 1:3 |
| WRO | 2:3 | 3:1 | 3:1 | 0:3 | 1:3 | 3:1 | 3:1 | 2:3 | 3:1 | –   |

## Play-off
|  | Półfinały | Półfinały                  | Półfinały | Półfinały |  |  | Finał | Finał                      | Finał | Finał |
|  |           |                            |           |           |  |  |       |                            |       |       |
|  | 1         | KTS Zamek-SPAR Tarnobrzeg  | 3         | 3         |  |  |       |                            |       |       |
|  | 4         | MKSTS DWSPiT Polkowice     | 1         | 0         |  |  |       |                            |       |       |
|  |           |                            |           |           |  |  | 1     | KTS Zamek-SPAR Tarnobrzeg  | 3     | 3     |
|  |           |                            |           |           |  |  | 2     | GLKS Wanzl Scania Nadarzyn | 0     | 1     |
|  | 2         | GLKS Wanzl Scania Nadarzyn | 3         | 3         |  |  |       |                            |       |       |
|  | 3         | KS Bronowianka Kraków      | 1         | 1         |  |  |       |                            |       |       |

### Półfinały
| Gospodarze                 | Wynik       | Goście                     |
| 1. półfinał                | 1. półfinał | 1. półfinał                |
| -------------------------- | ----------- | -------------------------- |
| KTS Zamek-SPAR Tarnobrzeg  | 3:1         | MKSTS DWSPiT Polkowice     |
| Bronowianka Kraków         | 1:3         | GLKS Wanzl Scania Nadarzyn |
| 2. półfinał                |             |                            |
| MKSTS DWSPiT Polkowice     | 0:3         | KTS Zamek-SPAR Tarnobrzeg  |
| GLKS Wanzl Scania Nadarzyn | 3:1         | KS Bronowianka Kraków      |

### Finał
| Gospodarze                   | Wynik                        | Goście                       |
| 1. mecz, 21 maja 2014, 17:00 | 1. mecz, 21 maja 2014, 17:00 | 1. mecz, 21 maja 2014, 17:00 |
| ---------------------------- | ---------------------------- | ---------------------------- |
| GLKS Wanzl Scania Nadarzyn   | 0:3                          | KTS Zamek-SPAR Tarnobrzeg    |
| Shen Yibin                   | 1:3                          | Jian Jun                     |
| Antonina Szymańska           | 0:3                          | Han Ying                     |
| Klaudia Kusińska             | 1:3                          | Kinga Stefańska              |
| 2. mecz, 24 maja 2014, 17:00 |                              |                              |
| KTS Zamek-SPAR Tarnobrzeg    | 3:1                          | GLKS Wanzl Scania Nadarzyn   |
| Han Ying                     | 3:0                          | Antonina Szymańska           |
| Renata Štrbíková             | 3:0                          | Shen Yibin                   |
| Kinga Stefańska              | 0:3                          | Klaudia Kusińska             |
| Han Ying                     | 3:1                          | Shen Yibin                   |

## Medaliści
| Lp. | Drużyna                    |
| --- | -------------------------- |
| 1.  | KTS Zamek-SPAR Tarnobrzeg  |
| 2.  | GLKS Wanzl Scania Nadarzyn |
| 3.  | Bronowianka Kraków         |
| 3.  | MKSTS DWSPiT Polkowice     |